# مويسيس هيرنانديز
مويسيس هيرنانديز (بالإسبانية: Moisés Hernández)‏ (بالإنجليزية: Moises Hernandez)‏ (5 مارس 1992 بدالاس في الولايات المتحدة - ) هو لاعب كرة قدم أمريكي وغواتيمالي في مركز الدفاع. شارك مع منتخب الولايات المتحدة تحت 20 سنة لكرة القدم ومنتخب غواتيمالا لكرة القدم. أما مع النوادي، فقد لعب مع ديبورتيفو سابريسا ونادي دالاس ونادي كوميونيكيشنس وRayo OKC ‏.

## وصلات خارجية
- مويسيس هيرنانديز على موقع الدوري الأمريكي (الإنجليزية)
- مويسيس هيرنانديز على موقع قاعدة بيانات كرة القدم.إي يو (الإنجليزية)
- مويسيس هيرنانديز على موقع ناشيونال فوتبول تيمز (الإنجليزية)
- مويسيس هيرنانديز على موقع Soccerbase.com (لاعب) (الإنجليزية)
- مويسيس هيرنانديز على موقع Soccerway.com (الإنجليزية)
- مويسيس هيرنانديز على موقع عالم كرة القدم.نت (الإنجليزية)
- مويسيس هيرنانديز على موقع AS.com (الإسبانية)